# Musei della Calabria
Questa lista è suscettibile di variazioni e potrebbe essere incompleta o non aggiornata.

Elenco in ordine alfabetico per province dei musei della regione Calabria:

(per i musei situati in altre regioni vedi: Musei italiani)
Inserire nuovi musei sotto le relative Province. In evidenza i comuni con almeno tre musei segnalati.

## Città metropolitana di Reggio Calabria

### Reggio Calabria
- Museo archeologico nazionale della Magna Grecia
- Museo San Paolo
- Museo Diocesano della Cattedrale
- Museo dello strumento musicale
- Museo dell'artigianato tessile della seta, costume e moda calabrese
- Pinacoteca civica
- Museo agrumario
- Villa Zerbi
- Castello aragonese
- Museo di biologia e paleontologia marina
- Museo del presepio
- Museo etnografico
- Piccolo museo della civiltà contadina

### Cittanova

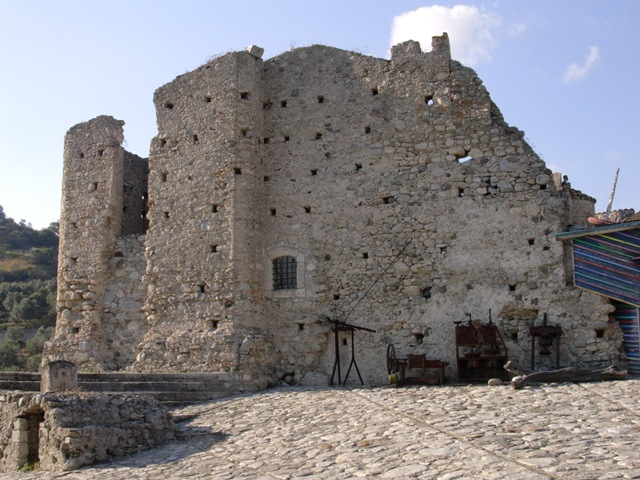
Mammola, Parco Museo Santa Barbara, veduta dell'antico Monastero di Santa Barbara X secolo

- Museo civico di storia naturale

### Locri
- Museo nazionale di Locri
- Raccolta Privata Scaglione

### Mammola
- Parco museo Santa Barbara (MuSaBa)
- Museo Famiglia Del Pozzo

### Monasterace
- MAK (Museo Archeologico dell'antica Kaulon)

### Oppido Mamertina
- Museo diocesano di Oppido Mamertina

### Palmi
- Museo etnografico "Raffaele Corso", riconosciuto di importanza internazionale dall'UNESCO[1]
- Antiquarium "Nicola De Rosa"
- Museo musicale "Francesco Cilea e Nicola Manfroce"
- Gipsoteca "Michele Guerrisi"
- Pinacoteca "Leonida ed Albertina Repaci"
- Complesso di San Fantino
- Villa Repaci

### Polistena
- Museo civico

### Rosarno
- Museo archeologico di Medma
- Museo della civiltà contadina, delle tradizioni popolari e dell'emigrazione

### Gioia Tauro
- Museo Metauros
- Museo Pelmar[2]

### Altri
- Museo "A. Versace", Bagnara Calabra
- Pinacoteca AM international, Bivongi
- Museo - Fondazione per l'arte, Fondazione Elio Furina, Bivongi
- Museo paleontografico dell'arte contadina, Bova
- Museo della lingua greco-calabra Gerhard Rohlfs, Bova
- Museo agro-pastorale dell'area ellenofona, Bova Marina
- Museo diocesano di Gerace, Gerace
- Museo d'arte naturale permanente in legno, Gioiosa Jonica
- Piccolo Museo della Civiltà Contadina, Sant'Eufemia d'Aspromonte
- Museo della civiltà contadina (San Ferdinando), San Ferdinando
- Museo della cultura calabrese "Paolo Greco", Scido
- Pinacoteca d'arte moderna "F.Cozza", Stilo
- Museo civico di archeologia industriale, Stilo

## Provincia di Cosenza

### Cosenza
- Museo all'aperto Bilotti (MAB)
- Galleria nazionale di Cosenza
- Museo dei Brettii e degli Enotri
- Museo del Fumetto
- BoCs art museum
- Museo Cosenza Itinera
- Museo Diocesano
- Galleria Provinciale Santa Chiara
- Museo delle arti e dei mestieri della provincia di Cosenza
- Museo multimediale di Piazza Bilotti
- Museo delle Rimembranze
- Museo dello sport
- Museo Interattivo di Archeologia Informatica
- Mostra permanente delle Suore Minime della Passione “Suor Elena Aiello”
- Piazzetta Toscano

### Cassano all'Ionio
- Casa museo Palazzo Viafora

### Corigliano-Rossano
- Museo Diocesano e del Codex (Patrimonio UNESCO 2015)
- Museo della liquirizia
- Museo Castello ducale
- Museo internazionale "Raccolta di arte presepiale"

### San Giovanni in Fiore
- Museo demologico dell'economia, del lavoro e della storia sociale silana, Musei ed enti di San Giovanni in Fiore, San Giovanni in Fiore

### Santa Maria del Cedro
- Museo del Cedro di Santa Maria del Cedro

### Sibari
- Museo archeologico nazionale della Sibaritide, Sibari

## Altri
- Museo civico d'arte contemporanea Silvio Vigliaturo, Acri
- Museo delle icone e della tradizione bizantina, Frascineto
- Museo del costume Arberesh, Frascineto
- Museo dell'artiginato silano e della difesa del suolo, Longobucco
- Museo della seta, Mendicino
- Museo Ruggiero Leoncavallo, Montalto Uffugo
- Museo del presente, Rende

## Provincia di Catanzaro

### Catanzaro
- Museo delle arti (MARCA)
  - Gipsoteca Francesco Jerace
- Museo archeologico numismatico provinciale (MARCH)
- Museo storico militare Brigata Catanzaro (MUSMI)
- Parco Internazionale della Scultura
- Museo diocesano (MUDAS)
- Museo delle carrozze
  - Museo della civiltà contadina
- Museo del rock
- Museo del risorgimento
- Casa della Memoria "Rotella house"
- Complesso monumentale del San Giovanni
- Museo del Patrimonio dell'Accademia di Catanzaro (MUPAC)
- Museo dei vigili urbani
- Ex Stac

### Altri
- Museo della Civiltà agrosilvopastorale, delle Arti e delle Tradizioni - http://www.ecomuseoalbi.it/ Archiviato il 20 febbraio 2017 in Internet Archive. - Albi
- Istituto della Cultura Arbereshe Giuseppe Gangale, Caraffa
- Museo e Conservatorio di Musica Popolare della Calabria Antonio Procopio, Isca sullo Ionio
- Museo Archeologico Lametino, Lamezia Terme
- Casa del libro antico, Lamezia Terme
- Casa museo "Antonino Greco" - Magisano
- Museo della Pesca e del Mare (MUPEM),[3] Montepaone
- MABOS - Museo d'arte del bosco della Sila, Sorbo San Basile
- Museo dell'Olio d'Oliva e della Civiltà Contadina - http://www.ecomuseozagarise.it/ Archiviato il 20 febbraio 2017 in Internet Archive. - Zagarise

## Provincia di Crotone

### Crotone
- Museo Archeologico Nazionale
- Museo archeologico nazionale di Capo Colonna
- Museo Civico
- Antiquarium di Torre Nao
- Museo d'arte contemporanea

### Isola di Capo Rizzuto
- Museo Fortezza Le Castella, Isola di Capo Rizzuto
- Museo Civico Demologico, dell'Economia, del Lavoro e della storia sociale - fraz. Capo Rizzuto, Isola Di Capo Rizzuto, KR

### Santa Severina
- Museo dei Castelli e delle Fortificazioni in Calabria, Santa Severina
- Museo diocesano d'arte sacra, Santa Severina

### Altri
- Museo Civico Archeologico, Cirò
- Mostra Permanente Costume Arberesche, Vaccarizzo Albanese

## Provincia di Vibo Valentia

### Vibo Valentia
- Museo archeologico statale Vito Capialbi
- Museo dell'amigrazione
- Museo di Arte Sacra

### Mongiana
- MUFAR (Museo Fabbrica d'Armi)

### Tropea
- Museo civico del mare
- Raccolta privata Toraldo di Francia
- Mostra degli antichi mestieri di Calabria

### Serra San Bruno
- Museo della Certosa

### Altri
- Antiquarium, Filadelfia
- Museo della civiltà contadina di Maierato, Maierato
- Museo civico archeologico, Nicotera
- Museo diocesano d'arte sacra, Nicotera
- Pinacoteca vescovile, Nicotera
- Museo statale, Mileto
- Museo della civiltà contadina ed artigiana, Monterosso Calabro
- Museo Parrocchiale, Parghelia
- Museo del Mare, Pizzo
- Museo civico (paleontologico e archeologico, del mare, antropologico, delle torri e della cipolla rossa, Ricadi